# Farscape
Farscape è una serie televisiva australiana e statunitense di fantascienza ideata da Rockne S. O'Bannon e prodotta in Australia dalla Jim Henson Company in collaborazione con il canale televisivo via cavo SciFi Channel.

## Distribuzione
È stata trasmessa in Italia sul canale satellitare Jimmy dal 13 febbraio 2006 al 15 giugno 2006. In chiaro la serie è trasmessa in prima visione free su Rai 4 dal 30 gennaio 2012. Della serie sono stati realizzati otto cofanetti DVD relativi alla prima, seconda, terza e quarta stagione, pubblicati tra il 2006 e il 2010, l'ultimo cofanetto comprendente gli 11 episodi finali della quarta stagione è stato distribuito solo nel 2012. La miniserie finale, intitolata Le guerre dei Pacificatori è stata regolarmente distribuita in DVD nel 2012.

## Trama
L'astronauta John Crichton dell'Agenzia Spaziale IASA effettua un volo spaziale di routine nel tentativo di dimostrare la teoria scientifica dell'effetto fionda utilizzando la gravità terrestre per lanciare il suo modulo spaziale, Farscape 1, ad una velocità elevatissima. Qualcosa tuttavia va storto e il suo modulo spaziale viene colpito da un'improvvisa ondata di radiazioni che lo spinge in un tunnel spaziale attraverso il quale arriva in un punto lontanissimo e sconosciuto dell'universo, nel bel mezzo di una battaglia. Qui, dopo aver urtato accidentalmente un'altra navetta ed aver causato la morte del suo pilota, il protagonista viene salvato e portato a bordo di un'astronave vivente, il leviatano Moya, che trasporta un gruppo di prigionieri alieni in fuga dai Pacificatori, una razza xenofoba che ha istituito una dittatura militare in questa zona della galassia.
Il pilota Pacificatore ucciso accidentalmente è però fratello del Capitano Bailar Crais, ufficiale incaricato di ricatturare i fuggitivi, che stravolto dall'ira per la morte del parente intraprende una crociata personale per ricatturare i fuggitivi e il presunto assassino John Crichton.
Da qui iniziano le avventure di John Crichton che, solo in un luogo lontano anni luce dalla Terra, cercherà una via per sfuggire al suo inseguitore e per far ritorno tra gli umani.

## Episodi
La serie è composta di quattro stagioni di 22 episodi e di una miniserie di tre ore suddivisa in due episodi.
| Stagione         | Episodi | Prima TV originale | Prima TV Italia |
| ---------------- | ------- | ------------------ | --------------- |
| Prima stagione   | 22      | 1999-2000          | 2006            |
| Seconda stagione | 22      | 2000-2001          | 2006            |
| Terza stagione   | 22      | 2001-2002          | 2006            |
| Quarta stagione  | 22      | 2002-2003          | 2006            |
| Miniserie        | 2       | 2004               | 2012            |

## Personaggi

### Personaggi principali
- Comandante John Crichton. È interpretato da Ben Browder. Crichton è un astronauta della IASA (International Aeronautics and Space Administration) che all'inizio del primo episodio della serie, durante un esperimento di volo, viene catapultato insieme alla sua navetta attraverso un tunnel spaziale in un'altra parte della galassia. Appena uscito dal tunnel viene immediatamente attaccato da alcune navette dei cosiddetti Pacificatori. Per salvarsi è costretto ad attraccare su una enorme nave biomeccanica di nome Moya, occupata da fuggitivi alieni che stavano scappando dalle prigioni dei Pacificatori. Sulla nave si trovano individui di razze diverse, come Pau'zootho Zhaan, Ka D'Argo, Rygel XVI Dominar di Hyneria e il pilota di Moya. Quando Crichton entra nella sala di controllo dove vede quelle strane forme di vita, gli vengono impiantati dei microbi-traduttori che nel cervello formano colonie in grado di far capire la lingua di ogni specie o razza aliena.

Dopo essere stato tramortito da un colpo sferratogli da D'Argo, John si risveglia in una cella che contiene già un prigioniero. In un primo momento si preoccupa, però quando il soggetto si toglie il casco, John si accorge che è una donna. Il povero Crichton si avvicina alla nuova compagna di cella per cercare di socializzare ma viene tramortito da vari colpi sferratigli dalla donna. Alla fine John riesce ad estorcere alla ragazza il suo nome Aeryn Sun, ufficiale dei Pacificatori. Dopo essere riusciti a scappare dal Moya John ed Aeryn arrivano su un pianeta dove lei chiama il suo capitano, Bailar Crais. Crais però crede che Crichton abbia ucciso suo fratello e così lo vuole morto. Dopo avergli spiegato la situazione il capitano Crais decide che l'ufficiale Sun è stata influenzata da altre specie e perciò dev'essere anch'essa uccisa. Crichton non vuole che muoia e così, lui e Aeryn (che scopriamo appartenere alla razza dei sebaceani, simili agli umani solo che a sangue freddo) scappano con tutto l'equipaggio del Moya e si dirigono verso i territori inesplorati, dove i pacificatori non hanno giurisdizione. Con il passare del tempo tutti iniziano a fidarsi l'uno dell'altro; Crichton più di una volta intraprende delle relazioni con donne aliene. Comunque dopo un po' di tempo John ed Aeryn iniziano a capire che tra loro c'è molta attrazione e intraprendono una storia "clandestina". Al termine della serie Crichton potrà costruirsi una famiglia con sua moglie Aeryn Sun e il loro figlio ibrido D'Argo Sun Crichton.
- Ufficiale Aeryn Sun (pronuncia italiana IPA: [ɛrɪn sun]). È interpretata da Claudia Black. Il suo nome è stato scelto dall'autore dello spettacolo per somigliare a "air and sun"[senza fonte] (in italiano "aria e sole") elementi fondamentali della vita. È un pilota dei Pacificatori, un comandante ed un ufficiale della compagnia Icarion, reggimento Pleisar. Sebbene abbia sembianze umane, è in realtà Sebaceana - una specie indistinguibile dagli umani all'apparenza esteriore. Quando John Crichton compare attraverso un wormhole, l'ufficiale Aeryn Sun è nel suo Prowler e sta combattendo per riprendere il leviatano Moya, che è stato catturato dai prigionieri in fuga Ka D'Argo, Rygel, e Pa'u Zotoh Zhaan. L'ufficiale Sun catturata durante la fuga dell'astronave Moya, dal suo eterogeneo equipaggio, viene bandita dalle forze armate dei pacificatori in quanto "contaminata" dal suo prolungato contatto con altre razze durante la sua prigionia; la pena per tale mancanza è la morte. Da quel momento diventa una fuggiasca e finisce coll'aggregarsi all'equipaggio di Moya a cui nel frattempo si è aggiunto anche Crichton.

- Generale Ka D'Argo, Ka D'Argo (chiamato semplicemente D'Argo), interpretato da Anthony Simcoe, è un guerriero Luxan che fu imprigionato a bordo del Leviatano Moya dalle forze dei Pacificatori dopo essere stato accusato (falsamente) di aver ucciso sua moglie Sebaceana Lo'Laan in un impeto di Iper-rabbia Luxan. Lo'Laan, in realtà, è stata uccisa da suo fratello, un Pacificatore, il quale ha fatto ricadere la colpa sul Luxan. Durante il suo tempo come prigioniero fu incatenato nella sua cella con pesanti catene collegate ad un paio di anelli metallici impiantati chirurgicamente attorno alle sue clavicole in modo da mantenere il potente Luxan sotto controllo. D'Argo porta un'arma conosciuta come Spada Qualta, un pesante spadone che può trasformarsi in un fucile ad impulsi. Anche se inizialmente è di cattivo umore e diffidente nei primi episodi della serie, viene eletto dall'equipaggio, nella Quarta stagione, capitano di Moya. Ha anche una lunga lingua che può sparare fuori ad una velocità elevata, simile a quella di una rana o di un camaleonte e la sua punta può iniettare un veleno che rende l'avversario inconscio senza ucciderlo.

Per tutta la prima metà della serie l'obiettivo di D'Argo è quello di trovare il figlio Jothee che ha avuto con Lo'Laan, il quale dopo l'arresto del padre è costretto a fuggire e diventare uno schiavo. Dopo il ritrovamento di Jothee, l'intenzione di D'Argo è di ricreare un nucleo familiare con suo figlio e la Nebari Chiana, ma i due hanno una relazione ed i rapporti tra Jothee, Chiana e D'Argo si inaspriscono, quindi Jothee decide di abbandonare Moya. D'Argo e suo figlio si sono poi riuniti e riconciliati nella miniserie. Alla fine della terza stagione, D'Argo lascia Moya con l'intenzione di uccidere suo cognato, in modo da vendicare sua moglie. Dopo essere stato ferito a morte in The Peacekeeper Wars, D'Argo copre la fuga dei suoi compagni fuori di Qujaga, che è stato poi distrutto dall'arma-tunnel di Crichton. John Crichton e Aeryn Sun, alla fine della miniserie, decidono di dare il nome di D'Argo al loro figlio, nato durante la battaglia.
- Pa'u Zotoh Zhaan (stagioni 1-3), interpretato da Virginia Hey, sacerdotessa di razza Delviana. Affascinante e singolare già nella conformazione fisica, è una pianta con sembianze umane (alta, calva, sinuosa, pelle di colore azzurro); la sua presenza trasmette pace e serenità. È una figura centrale dell'equipaggio di Moya, una mediatrice di conflitti e una guaritrice naturale. Zhaan ha 800 anni (812 cicli) e nella sua lunga vita ha anche provato emozione e sentimenti violenti, come durante l'invasione del suo pianeta natale, Delvia, da parte dei Pacificatori, finendo anche incarcerata. È grazie a questo vissuto che ha però raggiunto un equilibrio spirituale non comune nella sua razza, fino a diventare Pa'u del nono livello. Ha trascorso su Nikar 7 3 cicli, nei servizi segreti e di interfaccia.

- Dominar Rygel XVI, voce originale di Jonathan Hardy. Chiamato semplicemente Rygel, è l'ex sovrano dell'impero Hyneriano. Dopo aver regnato come Dominar per diversi cicli, viene soverchiato dal cugino Bishan, e infine arrestato dai Pacificatori e sottoposto a torture fino a renderlo quasi paralitico. Successivamente trasferito sul leviatano Moya, e dopo aver contribuito all'ammutinamento dei prigionieri, si unisce al gruppo di Crichton. Piccolo, furbo e pieno di risorse, si dimostra spesso concentrato più sui suoi interessi personali, che non su quelli del resto dell'equipaggio di Moya. Tuttavia con il passare delle puntate, il suo carattere eccentrico si stempera, mettendo da parte il suo egoismo per il bene comune.

- Chiana (prima apparizione: stagione 1, episodio 15, "Il ritorno di Durka"), interpretata da Gigi Edgley, fuorilegge di razza Nebari (popolo umanoide dalla pelle grigio-azzurra) dai trascorsi turbolenti e dalla personalità individualista e indipendente. Insofferente al regime militare del suo pianeta e incapace di adattarsi alle sue regole rigide, Chiana viene imprigionata e obbligata a sottoporsi a esperimenti di riprogrammazione. Ma riesce a fuggire, trovando rifugio nel leviatano Moya ed entrando così a far parte dei membri del gruppo di Crichton. È un'abile combattente e un'agile acrobata. Ha instaurato un legame sentimentale con Ka D'Argo. Ha un fratello maggiore di nome Nerri, che fa parte delle forze di resistenza contro il regime Nebari e con il quale un giorno vorrebbe ricongiungersi.
- Moya, femmina di Leviatano, una nave biomeccanica senziente; casa e rifugio di John Crichton, Aeryn, D'Argo e gli altri del gruppo. Moya, come tutti i leviatani, è una creatura gigantesca e pacifica, con una propria personalità e sentimenti, la cui unica arma di difesa è la fuga. Per fuggire usa lo Starburst, una capacità che le permette di raggiungere grandi velocità e percorrere lunghe distanze. Non esiste astronave in grado di competere in velocità con i Leviatani quando sono in Starburst, ad eccezione delle navi da guerra degli Scarran. Moya, ha un pilota con cui è connessa e legata fisicamente. Possiede al suo interno ambienti pressurizzati in grado di ospitare i propri passeggeri e dei piccoli robot di servizio, i DRD (Diagnostic Repair Drones) che possono essere controllati sia da lei che dal pilota. Moya nasce libera, ma viene catturata in giovane età dai Pacificatori e usata come nave da trasporto prigionieri. Durante la prigionia è sottoposta a sperimentazioni genetiche, che nel corso degli episodi la porteranno a partorire Talyn, un ibrido di leviatano armato. Riesce a fuggire con i prigionieri ammutinati, a cui si unisce Crichton.

- Pilota, voce originale di Lani Tupu. Conosciuto solo con il nome della sua funzione all'interno della nave leviatana Moya, Pilota come tutti gli appartenenti alla sua specie, è in grado di creare un legame simbiotico con i leviatani, e una volta unito con essi, non può più essere separato se non per brevissimo tempo. Pilota condivide con Moya pensieri e sentimenti e ne fa le funzioni oltre che di timoniere e navigatore, anche da tramite verbale fra l'equipaggio e la nave. Pilota è il secondo navigatore di Moya, la prima (una femmina) venne uccisa dai pacificatori, dopo che questa si rifiutò di consegnare nelle loro mani il leviatano. La specie a cui appartiene Pilota è molto longeva (mille cicli di vita) ma una volta legata ad un leviatano, non vive più di un centinaio d'anni (300 cicli).

- Capitano Bialar Crais (stagioni 1-3), interpretato da Lani Tupu. Capitano delle forze dei Pacificatori. Originario del pianeta Prybella una colonia agricola sebaceana, da ragazzo viene prelevato e arruolato a forza nei Pacificatori, assieme al fratello minore Tauvo. Crais promette al padre di prendersi cura del fratello, ma all'inizio della serie a causa dell'impatto involontario fra la navicella di John Crichton e quella di Tauvo, quest'ultimo perde la vita. Crais impazzito dalla rabbia, inizia una crociata personale contro John. Disposto a tutto pur di vendicare i fratello morto, usa la sua posizione all'interno dei Pacificatori per raggiungere il suo obbiettivo personale. Una scelta che lo condurrà alla rovina. Viene scelto da Talyn, il figlio appena nato di Moya, come suo pilota.

- Scorpius (prima apparizione: stagione 1, episodio 19, “Il nervo”), interpretato da Wayne Pygram. Comandante delle forze dei Pacificatori. Scorpius è ossessionato da Crichton, a cui dà la caccia per via della conoscenza che quest'ultimo possiede sui tunnel spaziali, e che cerca di carpirgli con ogni mezzo. Il suo obbiettivo è di usare questa tecnologia per realizzare un'arma in grado di sterminare il popolo degli Scarran (aggressiva razza umanoide simile a rettili), verso i quali prova odio vendicativo. Il motivo di quest'odio è legato all'origine della sua nascita. Egli infatti è il risultato di un esperimento da parte degli Scarran, per comprendere se un ibrido sebaceano-scarran potesse avere una qualche utilità. Scorpius è quindi il frutto di uno stupro di un soldato Scarran ai danni di una donna Sebaceana, morta in seguito alle conseguenze del parto. La sua natura ibrida gli permette di vedere l'impronta di energia di un essere vivente e capire se esso mente. Tuttavia è soggetto a eccessi di calore a causa della sua metà Scarran, e che la parte Sebaceana intollerante al calore, non è in grado di regolare senza l'apposita tuta e una barra refrigerante installata nel cervello.

Scorpius possiede una personalità complessa, conseguenza delle sue tormentate origini. Paziente calcolatore, abile manipolatore, privo di scrupoli, dimostra tuttavia una grande intelligenza. John consapevole di questo, arriva perfino a chiedere il suo aiuto per liberare Aeryn tenuta prigioniera su Katratzi (stagione 4, ep. 19, 20 e 21). Scorpius prova disgusto per il suo lato Scarran, reprimendo aggressività e ferocia, con freddo autocontrollo.
- Scorpius/"Harvey", interpretato da Wayne Pygram. Clone neurale installato mediante un chip da Scorpius nel cervello di John Crichton, per impossessarsi della conoscenza sui tunnel spaziali. Appare a John come un'allucinazione dalle sembianze e la personalità di Scorpius stesso. Nonostante il chip in seguito venga tolto, una parte di questa personalità, continuerà a vivere di vita propria nella mente di John, con il soprannome di "Harvey".

- Stark, interpretato da Paul Goddard
- Joolushko "Jool" Tunai Fenta Hovalis (stagioni 3-4), interpretato da Tammy MacIntosh
- Sikozu Svala Shanti Sugaysi Shanu (stagione 4), interpretato da Raelee Hill
- Utu-Noranti Pralatong (stagioni 3-4), interpretato da Melissa Jaffer

### Personaggi ricorrenti
- Meeklo Braca, interpretato da David Franklin
- Jothee, interpretato da Matthew Newton
- Jonathan 'Jack' Crichton, interpretato da Kent McCord
- Mele-On Grayza, interpretato da Rebecca Riggs

### Guest
- Janixx, interpretato da Natasha Beaumont
- D.K., interpretato da Murray Bartlett
- Furlow, interpretato da Magda Szubanski
- Xhalax Sun, interpretato da Linda Cropper